# Марко Мурат
Марко Мурат (Шипанска Лука поред Дубровника, 30. децембар 1864 — Дубровник, 14. октобар 1944) био је српски академски сликар и професор.
Мурат је након уметничких студија у Минхену, радио у Београду, а затим се у Дубровнику посветио бризи о културним споменицима као конзерватор и наставио педагошки рад као професор у средњим школама.
Стварао је пејзаже (махом из околине Дубровника), портрете и историјске композиције. Његово најпознатије дело је велика историјска композиција „Улазак (Долазак) цара Душана у Дубровник“, за коју је добио бронзану плакету на светској изложби у Паризу 1900. године.
Утемељивач је пленеризма и импресионизма у српском и југословенском сликарству.

## Биографија
Рођен је у засеоку Дубрава, у месту Лука на острву Шипану, којe је припадало некада Дубровачкој републици. Мајка му се звала Ката, а старији брат Андро Мурат је био католички свештеник. Основну школу и гимназију је 1883. године завршио у Дубровнику, и после је три године студирао теологију у Задру. Током студија дозвољено му је да једном недељено одлази у атеље фрањевачког сликара Јосифа Росија, који га учи основама цртања и сликања. Његов цртачки таленат је уочио ујак дум Вице Палунка (потоњи бискуп), који му је својим утицајем омогућио да као клирик једном недељно посећује атеље задарског фрањевца Јосипа Росија. Школски друг дум Франо Иванишевић га је подстакао да нацрта "Сијело код Цвијете Зузорић". Тај рани рад једног самоука је објавио загребачки часопис "Виенац", и имао је леп одјек међу читачком публиком. Хрватски мецена уметности барон Људевит Враницани коме се допао цртеж, понудио је младићу стипендију за минхенску академију.  Крајем октобра 1887. отишао је на студије у уметничкој академији у Минхену у Немачку и дипломирао је 1893. године са сликом „Цвети у Дубровнику“, урађеном према постулатима реализма који су тада били доминантни на академији. Слика је била излагана и запажена на годишњој ликовној смотри у палати Glaspalastе. У Немачкој му је веома користило познанство са Србином, великим добротвором Велимиром М. Теодоровићем. који му додељује четворогодишњу стипендију. Од тада почињу његове везе са Србијом, где ће се по позиву настанити. Позвао га је пријатељ Миленко Веснић тада министар финансија у Србији да дође у Београд и прими се за наставника цртања у гимназији. Истовремено му је дато једногодишње одсуствовање да би усавршио цртање у Паризу. Како је убрзо пала влада, пропао је пут у Француску, па је Мурат постао предавач. Када му се након неколико месеци није више свиђао рад у школи дао је оставку и започео самосталну уметничку каријеру. Учествовао је 1893. године на Међународној изложби у Минхену са својом сликом. Приредио је у Београду последњих дана јуна 1894. године изложбу својих радова насталих у Београду, у Грађанској касини. У истом простору је са успехом излагао 1898. У овом периоду живота Мурат борави на релацији Београд-Дубровник.
У Муратовом стваралаштву разликују се три етапа или фазе:
1. Планеристичка (период школовања, рада у Дубровнику и Београду до 1914)[2]
2. Послератна (тематски распон и колорит постаје затворенији, наглашава се душевно, мистично, повремено меланхолично)[2]
3. Од тридесетих до краја живота (дисциплинованост и хармоничност у делима, шири и одважнији потези)[2]

## Живот у Београду
Привремено се дакле 1894. године настанио у Београду, где је 9. јануара био постављен за привременог учитеља цртања и лепог писања у Трећој београдској гимназији. Свој боравак у српској престоници је искористио за сликарске поруџбине. Портретисао је у то време др Миленка Веснића; биће то један у низу бројних портрета славних Срба. Због смрти оца извесно време је избивао у Дубровнику, а вратио се због поруџбине. Он је у првој половини 1895. године у Београду на краљевском двору, портретисао српског владара Александра Обреновића. Портрет младог краља у генералској униформи, у природној величини урадио је за Министарство финансија Краљевине Србије. Затим је путовао и боравио ради студија у Риму и Паризу. Од 1897. године се на дуже настанио у Београду, и ту предавао најпре од октобра 1897. године у Реалки, као учитељ цртања. Каријеру средњошколског предавача је наставио у Трећој (1907), па Другој београдској гимназији и Уметничко-занатској школи, а једно време (годину дана 1904-1905) је био и предавач цртања краљевићу Александру Карађорђевићу. Године 1898. у мају имао је изложбу у Грађанској касини у Београду. Самосталну изложбу уметничких дела, иначе трећу по реду, приредио је јуна 1904. године у дворани београдске Велике школе. Један је од оснивача и главних наставника београдске Уметничке школе 1906. године. Суоснивач је удружења "Лада", са којим редовно излаже слике као и Уметничко-занатске школе у Београду. Због неспоразума у удружењу, иступио је и прешао у групу "Медулић" где је доминирао вајар Иван Мештровић. Учествовао је на југословенским изложбама до Првог светског рада и обављао послове секретара Одбора за организацију уметничких послова у Србији и Југословенству.
У склопу делегације која је представљала Краљевину Србију на Светској изложби у Паризу 1900. године, Марко Мурат се представио историјском композицијом „Улазак (Долазак) цара Душана у Дубровник“, за коју је награђен бронзаном плакетом. Поред њега, у делегацији је учествовао и Паја Јовановић са монументалном композицијом „Проглашење Душановог законика“, за коју је добио златну плакету. Слику венчања цара Душана поклонио је уметник српском краљу Петру I када је дошао на престол 1904. године. Сва тројица српских уметника Ђока и Паја Јовановић и Мурат добили су 1901. године од председника француске републике назив: "Officier d' Academie". Он је насликао више српских национално-историјсих мотива и тиме обогатио уметничку баштину.
Мурат је 1895. године нацртао "Војиславову споменицу", коју је поручио београдски Одбор за подизање споменика песнику Војиславу Илићу. Израдио је 1900. године повељу Српске књижевне задруге у Београду која је затим штампана и умножена у Лајпцигу.
Своја дела је излагао у оквиру павиљона Краљевине Србије на међународној изложби у Риму 1911. године.

## Чувар Дубровника
За време рата је био у Дубровнику, где је хапшен и прогањан (као Србин, католичког верског опредељења) од аустријских власти. Провео је то време у неколико заробљеничких логора. Интерниран је 1915. године у Аустрију, заједно са професором Јованом Туроманом. Током окупације Београда опљачкан је његов сликарски атеље у Београду из којег су однете слике. Једна од тих је био "Портрет дум Ивана Стојановића", највиђенијег Србина католика у Дубровнику. Вратио се фебруара 1919. године у Београд, где је наставио рад у школи. Указом министра просвете од 19. априла 1921. године Иницијативом министра Љубомира Давидовића Мурат је постављен за управника за Надлештво уметности и споменике у Дубровнику односно главног конзерватора уметничко-историјских споменика у Дубровнику, где ће остати до одласка у пензију 1932. Убрзо је исте године премештен по својој молби у Учитељску школу у Дубровнику. Мурат је убрзо по постављању надлежном министарству доставио предлог„Закона за музеје истарине“, који је био представљен у Скупштини на разматрање али никада усвојен. Услед година и нарушеног здравља, он је управу над „Надлештвом“ пренео на млађег Косту Страјнића. Поред административних обавеза на функцији главног конзерватора, стизао је да слика.
Био је један од првих импресиониста на словенском југу који је доследно радио у пленеру и тако израдио многе пејзаже из Дубровника и његове околине а радио је и историјске композиције као и портрете. Временом је његова палета постала затворенија и ликови пластичнији.
Излагао је на свим значајнијим изложбама у Југославији у Београду и Загребу али и у иностранству у Софији, Минхену, Паризу, Лијежу, Риму, Бечу, Лондону итд. О њему је писао српски књижевни часопис из Дубровника, Срђ. Добио је новембра 1922. године краљевски Орден Белог орла V степена, а децембра 1924. године краљевски Орден Св. Саве III степена. Орден Југословенске круне III реда добио је 1930. године.
Тема његовог рада, нарочито у трећој стваралачкој фази, био је Дубровник, његова историја, светитељ заштитних (Свети Влахо), пејзажи и виђенији људи, попут Цвијете Зузорић, Ивана Гундулића и Руђера Бошковића.
У коресподенцији са критичарем др Миланом Шевићем током 1932, Мурат се жали да православни Срби не признају католичке Србе за ”праве Србе” због њихове конфесије.
Постојала је пред Други светски рат омладинска уметничка група "Марко Мурат", која је тако јануара 1937. године приредила изложбу у нишкој Мушкој гимназији.
Почетак Другог светског рата дочекао је болестан и усамљен у родном месту. Умро је 1944. године.
Утемељивач је пленеризма и импресионизма у српском и југословенском сликарству с краја XIX века.
У Народном музеју налази се неколико његових слика, укључујући и мање познату слику Архибискуп Бекадели предаје Скочибухи Микеланђелову статуу Светог Влаха.
Био је Србин римокатоличке вероисповести.

## Наслеђе
Београдско удружење љубитеља уметности "Цвијета Зузорић" је 1940. године свечано обележило његов 70-и рођендан, пригодном уметничком изложбом радова. Дубровчанин је постао прави члан Српске краљевске академије у Београду тек марта 1941. године. Приликом увођења у ред академика, на свечаном скупу прочитао је приступну академску беседу: "Кроз сликарство у Дубровнику".

## Галерија
- Александар Обреновић, 1895.
- Портрет Лазе Костића, 1898.
- Аутопортрет, 1922.
- Слободан Јовановић, 1922.
- Цвијета Зузорић, 1929.
- Портрет младе девојке у десном профилу
- Дах дубровачког пролећа
- Руђер Бошковић
- Цвијета Зузорић
- Софија Пашковић, Галерија Матице српске